# Олександров Валерій Дмитрович
Олександров (Александров) Валерій Дмитрович (нар. 1942, Єреван, СРСР) — радянський і український науковець-фізик, завідувач кафедри фізики та фізичного матеріалознавства Донбаської національної академії будівництва та архітектури, академік АН вищої школи України, міжнародний експерт у галузі фізики та хімії кристалізації речовин (США), доктор хімічних наук (1992), професор (1995).

## Інтернет-ресурси
- Енциклопедія сучасної України: Александров Валерій Дмитрович [Архівовано 17 червня 2017 у Wayback Machine.]
- http://www.dgasa.dn.ua/inform.php?lng=u&pid=102&art=103%5Bнедоступне+посилання+з+жовтня+2019%5D